# Crambiforma leucostrepta
Crambiforma leucostrepta là một loài bướm đêm trong họ Noctuidae.